# Parsegh Bedros IV Avkadian
Parsegh Bedros IV Avkadian, in italiano Basilio Pietro IV (1743 – Bzoummar, 6 febbraio 1788), è stato eparca di Amasia e quarto patriarca della Chiesa armeno-cattolica.
Eletto patriarca alla morte del suo predecessore Mikael Bedros III Kasparian il 1º dicembre 1780, fu confermato dalla Santa Sede e ricevette il pallio il 25 giugno 1781. Già vicario patriarcale sotto i suoi predecessori, durante il suo patriarcato si distinse per aver introdotto alcune riforme nell'istituzione patriarcale, per aver delineato compiti e doveri dei patriarchi e i loro rapporti con gli eparchi e gli arcieparchi locali. Si impegnò inoltre per la costituzione ed il mantenimento di un seminario patriarcale.